# زیر صفر مرزی
زیر صفر مرزی یک فیلم مستند به نویسندگی و کارگردانی مهدی افشارنیک و تهیه‌کنندگی علی جلیلوند، محصول سال ۱۳۹۷ است و در دوازدهمین جشنواره سینما حقیقت به نمایش درآمد.

## داستان
زیر صفر مرزی روایت ناپدید شدن سردار علی هاشمی در اواخر روزهای جنگ را بازگو می‌کند و در پی سقوط جزیره مجنون، شایعات بسیاری را دربارهٔ جاسوس بودن او مطرح می‌کند. مستند تلاش کرده تا قصه علی هاشمی را با غصه مردم منطقه در دشت آزادگان پیوند بزند و در پس آن نگاهی انتقادی نیز به بخشی از مدیریت جنگ داشته باشد.

## انتقادها به فیلم
پس از اکران فیلم در دوازدهمین جشنواره سینما حقیقت مورد انتقاد بسیاری از سوی محافظه‌کاران قرار گرفت. خبرگزاری موج پس از اکران فیلم در گزارشی علیه این فیلم نوشت:
هدف گرفتن جایزه از جشنواره‌های خارجی و بیگانه است، نان درآوردن از جنگ و خون شهداست، مزخرفگویی با رویکرد خوش آمد دشمن است.
حال که هدف این است، باید به کارگردان و تهیه‌کننده مستند زیر صفر مرزی تبریک گفت؛ زیرا دیری نخواهد گذشت که جشنواره‌های خارجی از شما دعوت می‌کنند و به شما جایزه می‌دهند. دیری نخواهد گذشت که دشمنان ایران شادکام از بیان حرفی که چهل سال است توان گفتن آن را ندارند، به شما که چنین مزخرف به هم می‌بافید دست‌خوش خواهند داد.

اما بدانید خیلی زود باید در برابر شهدا و امام شهدا (ره) قرار گیرید. نمی‌دانیم وقتی در برابر شهید مظلوم علی هاشمی و دیگر شهدا قرار گرفتید و از شما پرسیدند "خون به ناحق ریخته شده ما به کنار، عزت خود را به چند فروختید؟" چه جوابی خواهید داد؟

### اتهام توهین به دفاع مقدس
نصرالله پژمان‌فر نماینده مجلس و عضو کمیسیون فرهنگی مجلس در گفتگویی با خبرگزاری موج، مستند زیر صفر مرزی را «توهین به رزمندگان، شهدا، ایثارگران و به طور کلی دفاع مقدس ملت ایران» خواند و اعلام کرد که «برخورد با این مستند را از راه‌های قانونی پیگیری می‌کنیم.»

### توقیف اکران در مشهد
مهدی افشارنیک، کارگردان این مستند نوشت که قرار بود در روزهای دوم، هشتم، ۱۴و ۲۰مهرماه سینما هویزه مشهد مستند «زیر صفر مرزی» را اکران کند اما نمایش این فیلم به دستور اداره فرهنگ و ارشاد اسلامی مشهد توقیف شده‌است.
رئیس اداره فرهنگ و ارشاد اسلامی مشهد با تکذیب توقیف فیلم در مشهد گفت: اداره فرهنگ و ارشاد اسلامی مشهد نه مجوزی برای اکران فیلم «زیر صفر مرزی» داده و نه مانع ادامه آن شده‌است. این اداره مرجع صدور مجوز برای اکران هیچ فیلمی نیست، لذا باید از مدیر سینما یا معاونت سینمایی سؤال شود. بر این اساس گفته کارگردان فیلم «زیر صفر مرزی» مبنی بر اینکه اداره فرهنگ و ارشاد اسلامی مشهد مانع اکران فیلمی شده را کاملاً تکذیب می‌کنم.

### انتقاد به پوستر
مائده محقق بنایی در نقدی دربارهٔ پوستر این فیلم در سایت نظرآنلاین نوشت: 
نشان فتح در این پوستر، بالای یک برج نگهبانی چه می‌کند؟ اگر این آرم معنایی مجازی دارد، شایسته‌است طراح پوستر بگوید چه منظوری از قراردادن این آرم یا لوگو در داخل پوستر داشته‌است. الصاق یا (اهدای) مدال فتح به دکل نفت چه معنایی دارد؟ آیا این فیلم که به سفارش وزارت نفت ساخته شده می‌خواهد خشک‌شدن هور را به گردن جنگ ایران و عراق بیندازد و نقش وزارت نفت را در خشک‌شدن هور در نظر نگیرد؟ اصلاً آیا مخاطب از روزنهٔ یک پریسکوپ نگاه می‌کند یا دوربین یک سلاح دقیق نقطه‌زن؟ اگر از منظره‌یاب سلاح به ساحل می‌نگریم چرا دقیقاً زن را نشانه نگرفته بلکه خاک ساحل در مرکز مگسک قرار گرفته‌است.

## عوامل
سایر عوامل عبارتند از:
مدیر فیلمبرداری: سعید حیدری، طراحی و ترکیب صدا: سیدعلیرضا علویان، تدوین: حمید نجفی راد، صدابردار: احمد صابری، آهنگساز: علی صمدپور، طراح صحنه و لباس: امیر مهرابی، مدیر تولید: محمد عزیزی، مجری طرح: حسین دهقان، مدیر رسانه و تبلیغات: امیرحسین بزرگ‌زادگان، روابط عمومی: امیر کرابی